# ハリー・ウェンデルステッド審判学校
ハリー・ウェンデルステッド審判学校（ハリー・ウェンデルステッドしんぱんがっこう、The Harry Wendelstedt Umpire School）とは、MLBにより公認されたプロ野球審判員養成学校、いわゆる審判学校のうちの一つ。アメリカ合衆国フロリダ州オーモンドビーチ（デイトナビーチ近郊）にある。 毎年1月第1週から2月第2週までの5週間開校する。日本のセントラル・リーグ審判員の留学先でもある。

## 変遷
アル・ソマーズ審判学校の校長であったアル・ソマーズ（元メジャーリーグ審判員）より、ハリー・ウェンデルステッド（元メジャーリーグ審判員）に全権を委任される形で、1977年現在名に改められ開校した。